# Fallibilismus
Der Fallibilismus (vom mittellateinischen fallibilis „fehlbar“) ist eine erkenntnistheoretische Position, nach der es keine absolute Gewissheit geben kann und sich Irrtümer niemals ausschließen lassen. Eine Strategie der Begründung oder Rechtfertigung mit dem obersten Ziel, eine Letztbegründung zu geben, kann niemals zum Erfolg führen. Daher verbleibt nur, Überzeugungen, Meinungen oder Hypothesen immer wieder auf Irrtümer hin zu überprüfen und nach Möglichkeit durch bessere zu ersetzen (siehe Falsifikationismus).
In  der Antike sind als Vertreter fallibilistischer Positionen Arkesilaos und Karneades bekannt. In der neueren Philosophie sind Fries und Peirce zu nennen. Eine bedeutende moderne fallibilistische Position ist Poppers Kritischer Rationalismus. Eine andere Position ist der fallibilistische Fundamentalismus von Robert Audi.
Die fallibilistische Position setzt voraus, dass es eine absolute Wahrheit gibt, in deren Bezug der Irrtum stattfinden kann. Fallibilisten sind demnach keine Relativisten, welche die Existenz einer absoluten Wahrheit verneinen. Sie sind auch nicht Nihilisten, die vertreten, dass sich der Mensch immer irrt. Sie behaupten lediglich, dass er sich immer irren kann. Insofern müssen sie auch nicht unbedingt als Wahrheitsskeptiker auftreten und annehmen, dass es immer und grundsätzlich Grund zum Zweifel an allen Überzeugungen gibt.
Der Fallibilismus besagt zudem nicht, dass es keine gerechtfertigten Überzeugungen gibt; er leugnet also noch nicht die Möglichkeit einer Begründung. Er besagt nur, dass auch die beste Rechtfertigung einen möglichen Irrtum niemals ausschließen kann. Fallibilistische Positionen behaupten demnach noch nicht, dass Überzeugungen niemals Wissen im klassischen Sinn sein könnten (begründeter, wahrer Glaube), sondern nur, dass es niemals Gewissheit gibt, ob sie Wissen sind. Dass es keine gerechtfertigten Überzeugungen und damit kein Wissen im klassischen Sinn gibt, besagt erst der Erkenntnisskeptizismus, den einige Vertreter des Kritischen Rationalismus (Popper, Miller, Bartley), aber nicht alle, zusätzlich zum Fallibilismus vertreten.
Popper bezog den Fallibilismus vorwiegend auf die Aussagen der empirischen Wissenschaft und stellte sich in diesem Zusammenhang gegen die Behauptung, man könne durch logische Induktion (d. h. der Schluss von einer Einzelaussage auf eine Allgemeinaussage) zu einer Gewissheit gelangen. Es gibt aber noch andere Aussageklassen, für die sich die Frage stellen lässt, ob der Fallibilismus dafür gültig ist. Dazu gehören etwa die Performativa („Hiermit taufe ich Dich 'Hans'“), bestimmte psychologische Selbstauskünfte („Etwas tut mir jetzt weh“), Aussagen der Logik („p ↔ nicht nicht p“) und der Mathematik („Wurzel 2 ist eine irrationale Zahl“), sowie Tautologien oder analytische Aussagen („Der Satz: Schnee ist weiß, ist genau dann wahr, wenn Schnee weiß ist.“). Viele Philosophen sind der Ansicht, in einem oder mehreren dieser Fälle sei absolute Gewissheit sehr wohl zu erreichen. Einige sind auch der Auffassung, bestimmte Aussagen seien weder wahr noch falsch, weshalb hier von Irrtum nicht gesprochen werden könne.
In dem von ihm so genannten Münchhausen-Trilemma vertritt Hans Albert die These, dass der Fallibilismus universell anwendbar sei, ungeachtet der gewählten Erkenntnisform sowie der gewählten Art und Weise, diese auf ein sicheres Fundament zurückzuführen. Es gibt auch verschiedene Ansätze, den Fallibilismus auf dem Gebiet der Grundlagen der Mathematik anzuwenden. Da man selbst die Grundlagen von Logik und Mathematik in Frage stellen kann, gelangt man somit zur Frage nach einer Kernlogik, d. h. einem Minimum an Regeln, das erforderlich ist, um überhaupt noch miteinander argumentieren zu können.
Hans Albert bezog den Fallibilismus, verstanden als Methode der kritischen Prüfung unter Verzicht auf die Suche nach Letztbegründungen und das Streben nach exakter Vorauskalkulation aller Konsequenzen sozialtechnischer Eingriffe, auch auf das Gebiet einer rationalen Praxis, also auf die Felder der Methodologie, Ethik, Politik, Wirtschaft etc.